# حسن آبشناسان
حسن آبشناسان (۱۹ اردیبهشت ۱۳۱۵ – ۸ مهر ۱۳۶۴) سرهنگ تکاور ارتش ایران بود که در خلال جنگ ایران و عراق، فرماندهی قرارگاه منطقه‌ای شمال‌غرب نزاجا و لشکر ۲۳ نیروهای ویژه هوابرد را برعهده داشت. او در مهر ۱۳۶۴ و در جریان عملیات قادر کشته شد.

## زندگی‌نامه
حسن آبشناسان در ۱۹ اردیبهشت ۱۳۱۵ در محله نازی‌آباد در تهران زاده شد. پس از اخذ دیپلم ریاضی در ۱۳۳۶ وارد دانشکده افسری شد و در سال ۱۳۳۹ با درجه ستوان دومی فارغ‌التحصیل گشت و یک سال بعد دوره مقدماتی را به پایان رساند. پس از آن، در اولین دوره «رنجر»، «دوره‌های عالی ستاد فرماندهی»، «دوره‌های چتربازی و تکاوری» در تهران و شیراز و اسکاتلند شرکت نمود.
وی همچنین دوره دافوس در دانشکده فرماندهی و ستاد آجا را با موفقیت طی نمود. آبشناسان در ورزش‌های دوومیدانی، والیبال، بسکتبال، پینگ‌پنگ، شنا، کشتی آزاد و کشتی فرنگی نیز زبردست بود.

## جنگ ایران و عراق
او با آغاز جنگ ایران و عراق به استان خوزستان اعزام شد و به آمورش نظامی جوانان عشایر منطقه دشت عباس و چگری پرداخت. سپس با کمک نیروهای مردمی و بسیجیان آن منطقه به انجام یک سری از عملیات‌های جنگ نامنظم در دشت عباس روی آوردند. همچنین او در همان نخستین روزهای حضورش، همراه با بسیجیان عشایر و در قالب تیم‌های ۱۰ نفره به نیروهای عراقی حمله کرده و با کشتن ۱۰ نظامی عراقی و انهدام تجهیزات آنها، هفت نفر از آنها را اسیر نمودند. به گزارش خبرگزاری ایرنا، این اسیران عراقی، نخستین گروه از اسرای عراقی جنگ ایران و عراق محسوب می‌شوند. آبشناسان، اولین فرد نظامی از گروه مقاومت مردمی بود که برای حمله به دشمن از موتورسیکلت تیزرو استفاده کرد و از آن برای انجام امور نظامی بهره برد. وی در سال ۱۳۶۲ به فرماندهی قرارگاه حمزه سید الشهدا در غرب کشور انتخاب شد. با همکاری محمد بروجردی و ناصر کاظمی و کاوه به سازماندهی نیروهای مشترک ارتش و سپاه پاسداران پرداخت و همراه با دیگر ارتشیان و سپاهیان در عملیات‌های سرکوب نیروهای ضدانقلاب در کردستان شرکت داشت. سپس در سال ۱۳۶۳ از فرماندهی قرارگاه حمزه سید الشهدا به دانشکده فرماندهی و ستاد ارتش منتقل و به آموزش نیروهای تکاور مشغول گردید. آبشناسان از طرفداران عملیات‌های چریکی و نامنظم در ارتش بود و فرماندهی تیپ نوهد، قرارگاه حمزه سید الشهدا و فرماندهی لشکر ۲۳ تکاور را در دوران فرماندهی صیاد شیرازی برعهده داشت. استاد آموزش جنگ‌های چریکی و نامنظم، استاد آموزش نیروهای سپاه مستقر در کاخ سعدآباد، فرمانده قرارگاه منطقه‌ای شمال‌غرب نزاجا، عضویت در ستاد جنگ‌های نامنظم لشکر ۲۱ حمزه، فرمانده لشکر ۲۳ نیروهای ویژه هوابرد، تشکیل قرارگاه کمیل و طراحی عملیات قادر و اجرای آن از دیگر مسئولیت‌ها و سوابق نظامی حسن آبشناسان است.

## کشته شدن

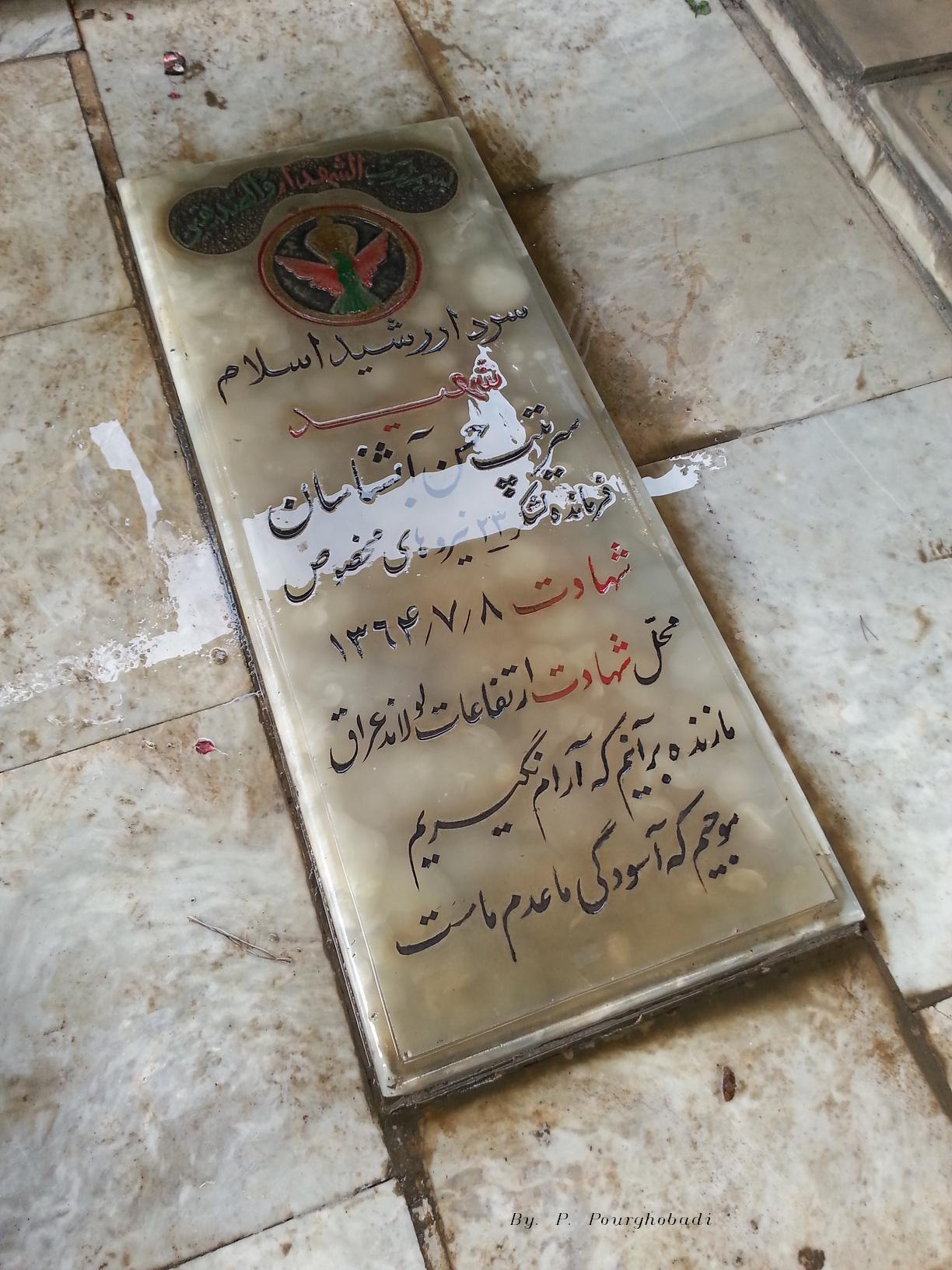
سنگ قبر سرتیپ حسن آبشناسان

وی در ۸ مهر ۱۳۶۴ در جریان درگیری مستقیم با نیروهای عراق در منطقه سرسول کلاشین عراق بر اثر برخورد ترکش موشکهای گراد کشته‌شد.
کتاب چریک پیر دربارهٔ او نوشته شده است.
مزار وی در قطعه ۲۶ ردیف ۷۹ شماره ۴۷ بهشت_زهرا تهران قرار دارد.